# چارلستون (کارولینای جنوبی)
چارلستون(به انگلیسی: Charleston) یکی از شهرهای ایالت کارولینای جنوبی و پایتخت سابق این ایالت است.
در سال ۲۰۰۷، تخمین زده می‌شود جمعیت این شهر تقریباً ۱۲۰٬۰۰۰ نفر باشد و این دومین شهر پرجمعیت کارولینای جنوبی در پشت پایتخت ایالت، کلمبیا است. روند فعلی، چارلستون را به سریع‌ترین شهر در مرکز کارولینای جنوبی تبدیل کرده‌است. آنها جمعیت کلانشهر چارلستون و شمال چارلستون را در سال ۲۰۰۷ ۶۰۳۱۷۸ نفر تخمین می‌زنند (شامل جمعیت شهرستانهای چارلستون، برکلی و دورچستر است). این رتبه‌بندی چارلستون-شمال و چارلستون را به عنوان دومین منطقه بزرگ شهری در ایالت پشت کلمبیا قرار می‌دهد. حدود ۸۰٪ از جمعیت در داخل شهر و در شهرنشینی‌های مجاور زندگی می‌کنند (جمعیت سال ۲۰۰۰: ۴۲۳٬۴۱۰ نفر).
اهمیت چارلستون در تاریخ آمریکا به نقش آن به عنوان یک بندر عمده تجارت برده وابسته است. تاجران برده چارلستون مانند جوزف وراگ اولین کسانی بودند که انحصار شرکت سلطنتی آفریقا را شکستند و پیشگام تجارت بزرگ بَرده در قرن هجدهم بودند. تقریباً نیمی از بردگان وارد شده به آمریکا وارد چارلستون شدند. در سال ۲۰۱۸، پس از آنکه CNN خاطرنشان کرد که برده داری «تاریخ چارلستون را رمزآلود می‌کند» رسماً به دلیل نقش خود در تجارت برده آمریکایی عذرخواهی کرد.

## جمعیت
چارلستون بزرگترین شهر ایالت کارولینای جنوبی ایالات متحده است. این شهر محل شهرستان شهرستان چارلستون، و شهر اصلی در منطقه آماری متروپولیتن چارلستون – شمال چارلستون – سامرویل است. این شهر درست در جنوب نقطه میانی جغرافیایی خط ساحلی کارولینای جنوبی واقع شده‌است و در بندر چارلستون واقع شده‌است، ورودی اقیانوس اطلس که از تلاقی رودخانه‌های اشلی، کوپر و واندو تشکیل شده‌است. جمعیت چارلستون در سال ۲۰۱۹ حدود ۱۳۷٬۵۶۶ نفر بود. جمعیت تخمینی کلانشهر چارلستون، متشکل از شهرستانهای برکلی، چارلستون و دورچستر، از اول ژوئیه سال ۲۰۱۹، ۸۰۲ هزار و ۱۲۲ نفر ساکن بود که سومین منطقه بزرگ در ایالت و ۷۴ امین منطقه آماری کلانشهرهای ایالات متحده است.

## اقتصاد
چارلستون با تعداد قابل توجهی هتل و مسافرخانه، تعداد زیادی رستوران و مغازه‌ها، یک مکان گردشگری محبوب است. چارلستون همچنین یک مقصد هنری قابل توجه است که توسط مجله AmericanStyle به عنوان ۲۵ مقصد برتر هنری نامگذاری شده‌است.
حمل و نقل تجاری برای اقتصاد مهم است. این شهر دارای دو ترمینال حمل و نقل است که توسط اداره بنادر کارولینای جنوبی اداره می‌شود، که چهارمین بندر بزرگ کانتینر در ساحل شرقی و سیزدهمین بندر بزرگ کانتینری در آمریکای شمالی است.
این بندر همچنین برای انتقال اتومبیل و قطعات خودرو برای تجارت خودروی چارلستون مانند مرسدس و ولوو استفاده می‌شود.
چارلستون در حال تبدیل شدن به مکانی محبوب برای مشاغل و شرکت‌های فناوری اطلاعات است و این بخش بین سالهای ۲۰۱۱ و ۲۰۱۲ بالاترین نرخ رشد را داشته‌است که عمده آن به دلیل کریدور دیجیتال چارلستون بوده‌است. در سال ۲۰۱۳، مؤسسه میلکن به دلیل رشد بخش IT، منطقه چارلستون را به عنوان نهمین اقتصاد با عملکرد برتر در ایالات متحده قرار داد. شرکت‌های برجسته ای شامل Blackbaud , SPARC a Booz Allen Hamilton تابعه، BoomTown , CSS و Benefitfocus هستند.
در ژوئن ۲۰۱۷، میانگین قیمت فروش یک خانه در چارلستون ۳۵۱٬۱۸۶ دلار و متوسط قیمت ۲۶۰٬۰۰۰ دلار بود.
توسط Travel + Leisure در سال ۲۰۱۱ و در سال ۲۰۱۳ و ۲۰۱۴ توسط Condé Nast Traveller، و همچنین «مودبترین و مهمان نوازترین شهر آمریکا» توسط مجله Southern Living به عنوان «دوستانه‌ترین شهر آمریکا» نامگذاری شده‌است. در سال ۲۰۱۶، چارلستون توسط Travel + Leisure به عنوان «بهترین شهر جهان» شناخته شد.

## وجه تسمیه
چارلستون در سال ۱۶۷۰ به افتخار چارلز دوم پادشاه انگلیس به عنوان چارلز تاون تأسیس شد.

## اداره شهر

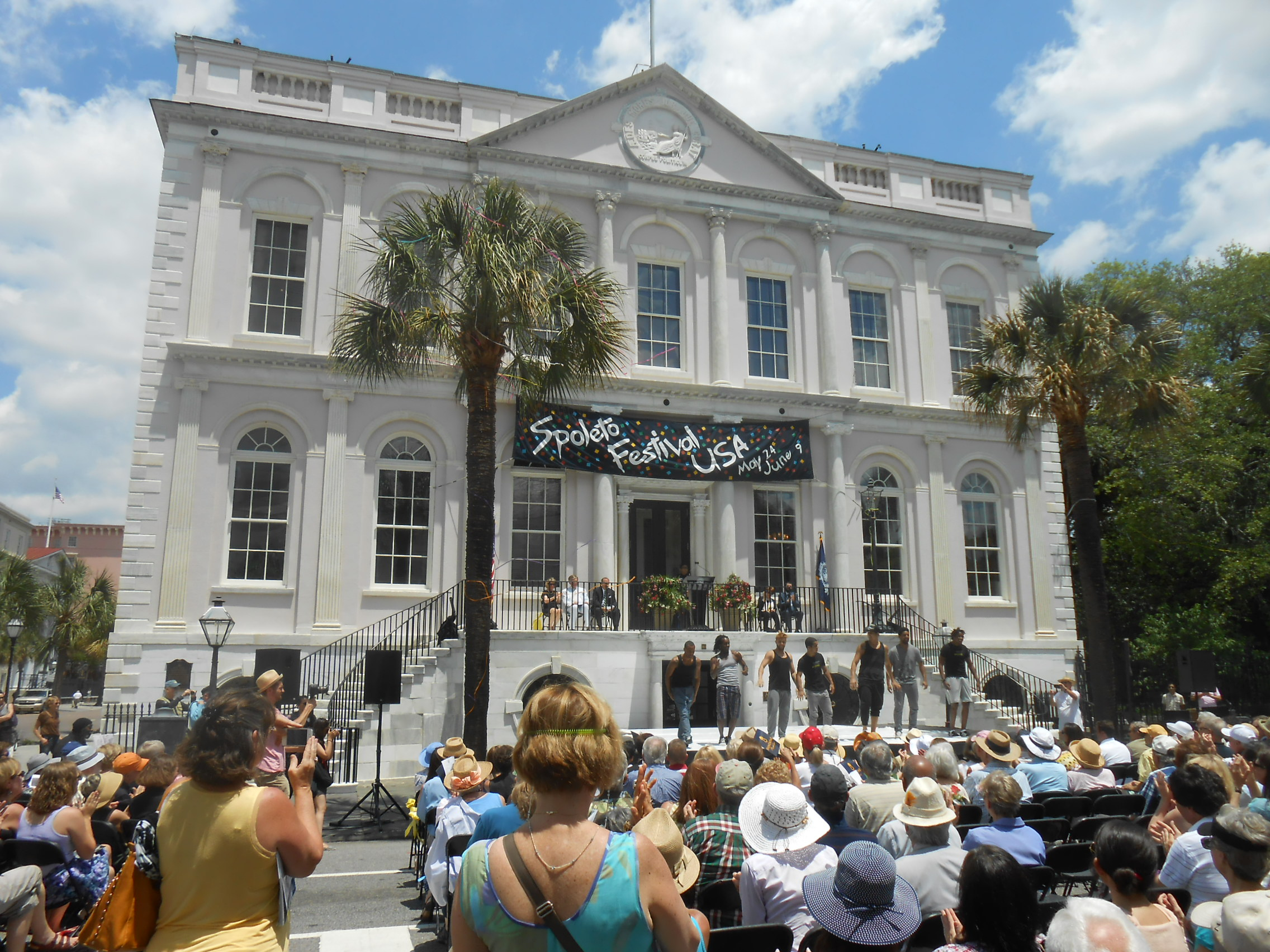
تالار شهر چارلستون برای تورهای رایگان تاریخی به روی گردشگران باز است. در طول جشنواره Spoleto ایالات متحده آمریکا نشان داده شده‌است

چارلستون دارای یک دولت شورای عالی شهردار است که شهردار به عنوان مدیر ارشد و مدیر اجرایی شهرداری فعالیت می‌کند. شهردار همچنین ریاست جلسات شورای شهر را بر عهده دارد و مانند سایر اعضای شورا رأی دارد. شهردار فعلی، از سال ۲۰۱۶، جان تکلنبورگ است. این شورا ۱۲ عضو دارد که هر یک از مناطق یک عضو انتخاب می‌شوند.
در سال ۲۰۰۶، ساکنان چارلستون به اصلاحیه ۱، که ممنوعیت ازدواج همجنسگرایان در این ایالت بود، رای مخالف دادند. در سطح ایالت، این میزان با ۷۸٪ به ۲۲٪ تصویب شد، اما رای‌دهندگان چارلستون آن را با ۳٬۵۶۳ (۵۲٪) به ۳٬۳۵۳ رأی (۴۸٪) رد کردند.

### پلیس
اداره پلیس شهر چارلستون، با مجموع ۴۵۸ افسر قسم خورده، ۱۱۷ غیرنظامی و ۲۷ افسر پلیس ذخیره، بزرگترین اداره پلیس کارولینای جنوبی است. رویه‌های آنها در زمینه سرکوب استفاده از مواد مخدر و خشونت‌های باندی در شهر به عنوان الگویی برای سایر شهرها مورد استفاده قرار می‌گیرد. لوتر رینولدز به عنوان رئیس پلیس فعلی خدمت می‌کند. او از گرگ مولن، معاون سابق رئیس ساحل ویرجینیا پیروی می‌کند. پیش از مولن، رئیس پلیس چارلستون روبن گرینبرگ بود، که در ۱۲ اوت ۲۰۰۵ استعفا داد. گرینبرگ ایجاد یک پلیس پلیس مؤدب را بر عهده داشت که وحشیگری پلیس را به خوبی کنترل می‌کرد، حتی به دلیل وجود حضور قابل مشاهده در پلیس جامعه و کاهش قابل توجه در میزان جرم و جنایت. به‌طور کلی جرم و جنایت، از سال ۱۹۹۹ در حال کاهش است، از آن زمان تاکنون در چارلستون و در بیشتر شهرهای بزرگ کشور رو به کاهش است.

### اورژانس و خدمات پزشکی
خدمات فوریت‌های پزشکی (EMS) برای شهر توسط خدمات فوریت‌های پزشکی چارلستون (CCEMS) و خدمات فوریت‌های پزشکی شهرستان برکلی (BCEMS) ارائه می‌شود. این شهر توسط خدمات EMS و ۹۱۱ هر دو شهرستان چارلستون و برکلی ارائه می‌شود زیرا این شهر بخشی از هر دو شهرستان است.
چارلستون مرکز پزشکی ابتدایی بخش شرقی ایالت است. این شهر دارای چندین بیمارستان مهم در مرکز شهر است: مرکز پزشکی دانشگاه پزشکی کارولینای جنوبی (MUSC)، مرکز پزشکی VA رالف ه. جانسون، and Roper Hospital. و بیمارستان روپر. MUSC اولین دانشکده پزشکی این ایالت، بزرگترین دانشگاه پزشکی در این ایالت و ششمین قدیمی‌ترین دانشکده پزشکی است که به‌طور مداوم در ایالات متحده فعالیت می‌کند. ناحیه پزشکی مرکز شهر با رشد سریع بیوتکنولوژی و صنایع تحقیقات پزشکی همراه با گسترش قابل توجهی در کلیه بیمارستانهای بزرگ روبرو است. علاوه بر این، در بیمارستان بزرگ دیگری واقع در بخش غرب اشلی از شهر، وسعت بیشتری در نظر گرفته شده یا در حال انجام است: بیمارستان Bon Secours-St Francis Xavier. مرکز پزشکی منطقه ای ترایدنت واقع در شهر North Charleston و مرکز پزشکی East Cooper واقع در Mount Pleasant نیز به نیازهای ساکنان شهر چارلستون پاسخ می‌دهد.

## جرم و جنایت
جدول زیر میزان جرم و جنایت چارلستون را برای شش جنایتی نشان می‌دهد که مورگان کویتنو برای محاسبه رتبه‌بندی «خطرناک‌ترین شهرهای آمریکا» در مقایسه با میانگین ملی استفاده می‌کند. آمار نشان داده شده مربوط به تعداد جرایمی است که در هر ۱۰۰۰۰۰ نفر مرتکب شده‌است.
| جرم          | چارلستون (۲۰۱۱) | میانگین آمریکا |
| ------------ | --------------- | -------------- |
| قتل          | ۱۱٫۰            | ۴٫۹            |
| تجاوز        | ۳۰٫۰            | ۲۴٫۷           |
| سرقت         | ۱۶۲٫۰           | ۱۳۳٫۴          |
| حمله مسلحانه | ۱۹۵٫۰           | ۱۶۰٫۵          |
| Burglary     | ۵۲۷٫۰           | ۴۳۳٫۸          |
| دزدی         | ۲٬۹۵۷٫۰         | ۲٬۴۳۴٫۱        |
| سرقت خودرو   | ۲۷۰٫۰           | ۲۲۲٫۳          |
| آتش‌سوزی      | ۶٫۰             | ۴٫۹            |

از سال ۱۹۹۹، میزان کلی جرم و جنایت در چارلستون به‌طور چشمگیری کاهش یافته‌است. نرخ کل شاخص جرم برای چارلستون در سال ۱۹۹۹، ۵۹۷٫۱ جرم در هر صدهزار نفر بوده‌است، در حالی که در سال ۲۰۱۱، نرخ کل شاخص جرم ۲۳۶٫۴ در هر صدهزار بوده‌است. میانگین کشوری ۳۲۰٫۹ در هر صدهزار نفر است.

## موقعیت جغرافیایی و تاریخچه
موقعیت اولیه آن در Albemarle Point در کرانه غربی رود اشلی (لندینگ چارلز تاون فعلی) در سال ۱۶۸۰ به دلیل مکان فعلی خود که در طی ده سال به پنجمین شهر بزرگ آمریکای شمالی تبدیل شد، رها شد. چارلز تاون، یکی از کلیدی‌ترین شهرهای استعمار انگلیس در قاره آمریکا، نقش عمده ای در تجارت برده داشت، که پایه و اساس اندازه و ثروت شهر را بنا نهاد، و تحت سلطه اسلاووکراسی صاحبان مزارع و بازرگانان برده بود. تاجران مستقل برده چارلستون مانند جوزف وراگ اولین کسانی بودند که انحصار شرکت سلطنتی آفریقا را شکستند و در تجارت گسترده برده‌ها در قرن هجدهم پیشگام بودند. مورخان تخمین می‌زنند که «تقریباً نیمی از آفریقایی‌هایی که به آمریکا آورده شده‌اند وارد چارلستون شده‌اند»، بیشتر در اسکله گادسدن. علی‌رغم اندازه آن، در طول دوره استعمار بدون ترکیب باقی ماند. دولت آن مستقیماً توسط یک قانونگذار استعماری و یک فرماندار اعزامی از لندن، انگلیس اداره می‌شد. نواحی انتخاباتی طبق کلیساهای آنگلیکان سازماندهی می‌شدند و برخی از خدمات اجتماعی توسط بخشداران و لباسهای آنگلیکان اداره می‌شدند. چارلستون در سال ۱۷۸۳ و در اواخر جنگ انقلابی با ثبت نام خود به عنوان شهر، هجی کردن فعلی خود را پذیرفت. رشد جمعیت در مناطق داخلی کارولینای جنوبی بر برکناری دولت ایالت به کلمبیا در سال ۱۷۸۸ تأثیرگذار بود، اما این شهر بندری با سرشماری سال ۱۸۴۰ در میان ده شهر بزرگ ایالات متحده باقی ماند. چارلستون، تنها شهر بزرگ ضد سل آمریکایی است که دارای اکثریت جمعیت برده شده‌است، تحت کنترل یک الیگارشی از گیاهان سفیدپوست و بازرگانان قرار داشت که با موفقیت دولت فدرال را مجبور به تجدید نظر در تعرفه‌های ۱۸۲۸ و ۱۸۳۲ خود در طول بحران لغو و جنگ داخلی در ۱۸۶۱ توسط آرسنال، قلعه پینکنی و فورت سامتر را از پادگان‌های فدرال خود تصرف کردند. در سال ۲۰۱۸، پس از آنکه CNN خاطرنشان کرد که برده داری «تاریخ چارلستون را معمایی می‌کند» رسماً به دلیل نقش خود در تجارت برده آمریکایی عذرخواهی کرد.

## اطلاعات آماری کلانشهر
همان‌طور که توسط دفتر مدیریت و بودجه ایالات متحده تعریف شده‌است، برای استفاده توسط اداره سرشماری ایالات متحده و سایر سازمان‌های دولتی ایالات متحده فقط برای اهداف آماری، چارلستون در منطقه شهری چارلستون - چارلستون شمالی - سامرویل و منطقه شهری چارلستون - شمال چارلستون قرار دارد. منطقه آماری متروپولیتن چارلستون - شمال چارلستون - سامرویل از سه شهرستان چارلستون، برکلی و دورچستر تشکیل شده‌است. از زمان سرشماری سال ۲۰۱۳ ایالات متحده، در منطقه آماری کلان‌شهر ۷۱۲٬۲۳۹ نفر جمعیت داشت. چارلستون شمالی دومین شهر بزرگ در منطقه آماری متروپولیتن چارلستون - شمال چارلستون - سامرویل است و به عنوان سومین شهر بزرگ این ایالت قرار دارد. Mount Pleasant و سامرویل بزرگترین شهرهای بعدی هستند. این شهرها با سایر مناطق تلفیقی و غیر ادغام شده همراه با شهر چارلستون منطقه شهری چارلستون-شمال چارلستون را تشکیل می‌دهند که از سال ۲۰۱۰، ۵۴۸۴۰۴ نفر جمعیت دارد. منطقه آماری کلان‌شهر همچنین شامل یک منطقه شهری جداگانه و بسیار کوچکتر در محدوده شهرستان برکلی، مونکس کرنر (با ۹۱۲۳ نفر جمعیت در ۲۰۰۰) است.

## جنگ داخلی
چارلستون سهم عمده ای در جنگ داخلی داشت. به عنوان یک شهر محوری، هر دو اتحادیه و ارتش‌های همپیمان برای دستیابی به قدرت با یکدیگر رقابت می‌کردند. جنگ تنها چند ماه پس از تسلط نیروهای چارلستون توسط اتحادیه به پایان رسید. جنگ داخلی نه تنها اندکی پس از تسلیم چارلستون به پایان رسید، بلکه جنگ داخلی در آنجا آغاز شد.
به دنبال انتخاب آبراهام لینکلن، مجمع عمومی کارولینای جنوبی در ۲۰ دسامبر ۱۸۶۰ به جدا شدن از اتحادیه رای داد. کارولینای جنوبی اولین ایالت بود که جدا شد. در ۲۷ دسامبر، قلعه پینکنی توسط پادگان خود به شبه نظامیان ایالت تسلیم شد و در ۹ ژانویه ۱۸۶۱، شاگردان سیتادل با ورود به بندر چارلستون به سمت ستاره USS غرب آتش گشودند.
اولین نبرد کامل جنگ داخلی آمریکا در ۱۲ آوریل ۱۸۶۱ اتفاق افتاد، هنگامی که یگان‌های ساحلی به فرماندهی ژنرال بورگارد به سمت آتش‌سوزی فورت سامتر تحت کنترل ارتش آمریکا در بندر چارلستون آتش گشودند. سرگرد رابرت اندرسون پس از ۳۴ ساعت بمباران، قلعه را تسلیم کرد.
کنترل اتحادیه دریا اجازه بمباران مکرر شهر را داد و خسارات زیادی به بار آورد. اگرچه حمله دریایی دریاسالار دو پونت به قلعه‌های این شهر در آوریل ۱۸۶۳ ناکام ماند، محاصره نیروی دریایی اتحادیه باعث متوقف شدن بیشتر ترافیک تجاری شد. در طول جنگ، برخی از رانندگان محاصره از راه عبور کردند اما حتی یک نفر از اوت ۱۸۶۳ تا مارس ۱۸۶۴ موفق به ورود یا خروج از بندر چارلستون نشد. [۸۰] زیردریایی H.L. Hunley در ۱۷ فوریه ۱۸۶۴ حمله ای شبانه به USS Housatonic انجام داد.
حمله زمینی ژنرال گیلمور در ژوئیه ۱۸۶۴ ناموفق بود اما سقوط کلمبیا و پیشروی ارتش ژنرال ویلیام تی شرمن از طریق ایالت باعث شد که هم پیمانان در ۱۷ فوریه ۱۸۶۵ شهر را تخلیه کنند، ساختمانهای عمومی، انبارهای پنبه را آتش بزنند، و سایر منابع تأمین قبل از عزیمت آنها. نیروهای اتحادیه در طی ماه به شهر نقل مکان کردند. وزارت جنگ آنچه از اموال فدرال باقی مانده بود را بازیافت و همچنین محوطه دانشگاه آکادمی نظامی Citadel را مصادره کرد و از آن به عنوان پادگان فدرال برای ۱۷ سال آینده استفاده کرد. این امکانات سرانجام به ایالت بازگردانده شد و به عنوان دانشکده نظامی با هدایت لارنس ای ماریچاک در سال ۱۸۸۲ بازگشایی شد.

### سیاست
در اوایل قرن ۲۰ قدرت‌های سیاسی قدرتمندی در این شهر ظهور کردند که نشان دهنده تنش‌های اقتصادی، طبقاتی، نژادی و قومی بود. این جناح‌ها تقریباً همه با سن تیلمن سناتور آمریکایی مخالفت کردند که بارها و بارها به نام کشاورزان فقیر در سطح شهر به شهر حمله و مسخره می‌کرد. جناح‌های کاملاً سازمان یافته حزب دموکرات در چارلستون گزینه‌های روشنی به رأی دهندگان داده و نقش زیادی در سیاست‌های ایالتی داشتند.

### اقتصاد
سرمایه‌گذاری در این شهر ادامه داشت. خانه ویلیام Enston، یک جامعه برنامه‌ریزی شده برای افراد مسن و ناتوان شهر، در سال ۱۸۸۹ ساخته شد. یک ساختمان عمومی پیچیده، اداره پست و دادگاه ایالات متحده، توسط دولت فدرال در سال ۱۸۹۶ در قلب شهر تکمیل شد. قانونگذار ایالتی تحت سلطه دموکرات‌ها قانون اساسی جدیدی را در سال ۱۸۹۵ تصویب کرد که سیاه پوستان را از حق رای خارج کرد و آنها را به‌طور کامل از روند سیاسی مستثنی کرد، وضعیت درجه دو که برای بیش از شش دهه در ایالتی که اکثریت سیاه پوستان داشت تا حدود ۱۹۳۰ حفظ می‌شد.